# Jack Ensley
Jack R. Ensley (Los Angeles, Californië, 17 oktober 1906 - Indianapolis, Indiana, 13 januari 1972) was een Amerikaans autocoureur. In 1958, 1959 en 1961 schreef hij zich in voor de Indianapolis 500, maar wist zich geen enkele keer te kwalificeren. De eerste twee races waren ook onderdeel van het Formule 1-kampioenschap. In zijn jongere dagen was Ensley ook een bedreven danser en een van zijn danspartners was de actrice Joan Crawford. Tot een jaar voor zijn overlijden door kanker bleef hij racen.